# Димон (Север)
Димон (фр. Dimont) насеље је и општина у североисточној Француској у региону Север-Па д Кале, у департману Север која припада префектури Авне сир Елп.
По подацима из 2011. године у општини је живело 325 становника, а густина насељености је износила 43,39 становника/km². Општина се простире на површини од 7,49 km². Налази се на средњој надморској висини од 242 метара (максималној 211 m, а минималној 149 m).

## Демографија
| 1962. | 1968. | 1975. | 1982. | 1990. | 1999. | 2011. |
| ----- | ----- | ----- | ----- | ----- | ----- | ----- |
| 368   | 381   | 394   | 377   | 373   | 341   | 325   |

График промене броја становника у току последњих година